# Feliniopsis satellitis
Feliniopsis satellitis är en fjärilsart som beskrevs av Emilio Berio 1975. Feliniopsis satellitis ingår i släktet Feliniopsis och familjen nattflyn. Inga underarter finns listade i Catalogue of Life.